# Saint-Samson (Mayenne)
Saint-Samson és un municipi francès situat al departament de Mayenne i a la regió de País del Loira. L'any 2007 tenia 412 habitants.

## Demografia

### Població
El 2007 la població de fet de Saint-Samson era de 412 persones. Hi havia 162 famílies de les quals 48 eren unipersonals (24 homes vivint sols i 24 dones vivint soles), 57 parelles sense fills i 57 parelles amb fills.
La població ha evolucionat segons el següent gràfic:
Habitants censats

### Habitatges
El 2007 hi havia 241 habitatges, 168 eren l'habitatge principal de la família, 51 eren segones residències i 22 estaven desocupats. Tots els 236 habitatges eren cases. Dels 168 habitatges principals, 133 estaven ocupats pels seus propietaris, 31 estaven llogats i ocupats pels llogaters i 5 estaven cedits a títol gratuït; 3 tenien una cambra, 15 en tenien dues, 43 en tenien tres, 38 en tenien quatre i 69 en tenien cinc o més. 110 habitatges disposaven pel capbaix d'una plaça de pàrquing. A 68 habitatges hi havia un automòbil i a 80 n'hi havia dos o més.

### Piràmide de població
La piràmide de població per edats i sexe el 2009 era:
| Homes | Edats   | Dones |
| ----- | ------- | ----- |
| 0     | 95 o +  | 0     |
| 4     | 90 a 94 | 0     |
| 4     | 85 a 89 | 4     |
| 0     | 80 a 84 | 12    |
| 8     | 75 a 79 | 16    |
| 8     | 70 a 74 | 8     |
| 8     | 65 a 69 | 12    |
| 8     | 60 a 64 | 12    |
| 8     | 55 a 59 | 8     |
| 4     | 50 a 54 | 4     |
| 12    | 45 a 49 | 8     |
| 16    | 40 a 44 | 12    |
| 12    | 35 a 39 | 12    |
| 8     | 30 a 34 | 16    |
| 16    | 25 a 29 | 4     |
| 0     | 20 a 24 | 4     |
| 20    | 15 a 19 | 8     |
| 8     | 10 a 14 | 16    |
| 20    | 5 a 9   | 12    |
| 4     | 0 a 4   | 4     |

## Economia
El 2007 la població en edat de treballar era de 246 persones, 195 eren actives i 51 eren inactives. De les 195 persones actives 174 estaven ocupades (101 homes i 73 dones) i 20 estaven aturades (7 homes i 13 dones). De les 51 persones inactives 20 estaven jubilades, 13 estaven estudiant i 18 estaven classificades com a «altres inactius».

### Ingressos
El 2009 a Saint-Samson hi havia 173 unitats fiscals que integraven 435 persones, la mediana anual d'ingressos fiscals per persona era de 15.210 €.

### Activitats econòmiques
Dels 7 establiments que hi havia el 2007, 4 eren d'empreses de construcció, 2 d'empreses de serveis i 1 d'una empresa classificada com a «altres activitats de serveis».
Dels 4 establiments de servei als particulars que hi havia el 2009, 1 era un paleta, 2 lampisteries i 1 empresa de construcció.
L'any 2000 a Saint-Samson hi havia 30 explotacions agrícoles que ocupaven un total de 900 hectàrees.

## Poblacions més properes
El següent diagrama mostra les poblacions més properes.